# Halloween 4.
Halloween 4. - A rémület visszatér (eredeti cím: Halloween 4: The Return of Michael Myers) 1988-ban bemutatott amerikai horrorfilm, amelyet Dwight H. Little rendezett, a Halloween II. (1981) című film folytatása. Főszerepben Donald Pleasence, Danielle Harris és Ellie Cornell.
A filmet 1988. október 21-én mutatták be az amerikai mozikban. A kritikák nem voltak túl pozítívak, de a film világszerte 17,8 millió amerikai bevételt szerzett az 5 milliós költségvetésével szemben. A megjelenése óta hatalmas kultuszstátuszba került a film, és manapság már a rajongók pozítívan tekintenek a filmre.

## Szereplők
| Szerep                       | Színész          | Magyar hang    |
| ---------------------------- | ---------------- | -------------- |
| Dr. Sam Loomis               | Donald Pleasence | Barbinek Péter |
| Rachel Carruthers            | Ellie Cornell    | Molnár Ilona   |
| Jamie Lloyd                  | Danielle Harris  | Pekár Adrienn  |
| Michael Myers / A mumus      | George P. Wilbur | nem szólal meg |
| Dr. Hoffman                  | Michael Pataki   | Seder Gábor    |
| Ben Meeker seriff            | Beau Starr       | Széles Tamás   |
| Kelly Meeker                 | Kathleen Kinmont | Dögei Éva      |
| Brady                        | Sasha Jenson     | Czető Roland   |
| Earl                         | Gene Ross        | Bolla Róbert   |
| Jackson P. Sayer tiszteletes | Carmen Flipi     | Csuha Lajos    |
| Biztonsági őr                | Raymond O'Connor | Bodrogi Attila |
| Richard Carruthers           | Jeff Olson       | Láng Balázs    |
| Darlene Carruthers           | Karen Alston     | Orosz Helga    |
| Kyle                         | Jordan Bradley   | Bogdán Gergő   |
| Logan seriffhelyettes        | George Sullivan  | Imre István    |
| Unger                        | Walt Logan Field | Gardi Tamás    |
| Wade                         | Richard Stay     |                |

További magyar hangok: Gardi Tamás